# Leptonychia pubescens
Leptonychia pubescens är en malvaväxtart som beskrevs av Ronald William John Keay. Leptonychia pubescens ingår i släktet Leptonychia och familjen malvaväxter. Inga underarter finns listade i Catalogue of Life.